# Eusèbe Renaudot

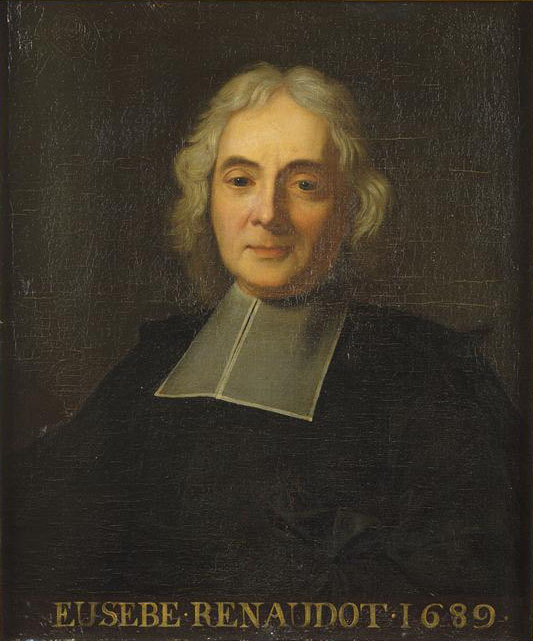
Porträt Eusèbe Renaudots von Jean Ranc, 1689

Eusèbe Renaudot (* 20. Juli 1646 in Paris; † 7. September 1720 ebenda) war ein französischer katholischer Kleriker, Journalist, Orientalist und Liturgiewissenschaftler.

## Leben
Als Enkel des Théophraste Renaudot war Eusèbe Renaudot Mitglied einer begüterter Familie mit Verbindungen zu höchsten gesellschaftlichen, politischen und kirchlichen Kreisen. 1665 bis 1672 war er Mitglied der Kongregation des Oratoire de France (Congregatio Oratorii Iesu et Mariae), zwar Kleriker (daher „Abbé“ genannt), aber nur Minorsit, nicht Priester. Anschließend war er publizistisch und politisch tätig, unter anderem 1679 als 1720 Direktor der vom Großvater begründeten Zeitschrift „Gazette de France“. Auf Grund seiner breiten, besonders orientalischen Fremdsprachenkenntnisse war er ein international angesehener Gelehrter.
Der „orientaliste-gazetier“ war tief verstrickt in die politischen und kirchlichen Auseinandersetzungen seiner Zeit, so auch mit Calvinisten und Anglikanern. Innerhalb der katholischen Kirche wandte sich Renaudot gegen die Jesuiten und seinen „Lieblingsgegner“ Richard Simon. Gegenüber den Protestanten suchte er die römisch-katholische Sakramentenlehre durch Aufweis ihrer Übereinstimmung mit den Ostkirchen zu verteidigen. Dazu wirkte er mit an der „Perpétuité de la Foy“ (1669–1674) des Pierre Nicole und führte sie eigenständig mit Band 4 u. 5 (1711–1713) fort. In diesem Zusammenhang stehen seine zahlreichen Übersetzungen ostkirchlicher Gottesdienstordnungen in das Lateinische.
Renaudot vermachte seine etwa 9000 Bände umfassende Bibliothek der Pariser Abtei Saint-Germain-des-Prés. Sein handschriftlicher Nachlass (45 Bände) befindet sich seit 1798 in der heutigen Bibliothèque nationale de France.
Noch heute vielbenutzt ist Renaudots Collectio gottesdienstlicher, fast ausschließlich eucharistischer Texte der alexandrinischen, koptischen, äthiopischen, westsyrischen und ostsyrischen Liturgie. Übersetzungen der Sakramentenfeiern veröffentlichte im 19. Jh. Heinrich Denzinger. Anderes ist bisher ungedruckt.
Seit 1691 war er Mitglied der Académie royale des inscriptions et belles-lettres. Die Accademia della Crusca nahm Renaudot im Jahre 1706 als korrespondierendes Mitglied in ihre Reihen auf.

## Werke (Auswahl)
- Historia Patriarcharum Alexandrinorum Jacobitarum. Paris 1713.
- Liturgiarum Orientalium Collectio. 2 Bände. Paris 1715–1716. Editio secunda correctior. Baer, Francofurti ad Moenum 1847; Nachdruck: Gregg, London 1970, ISBN 0-576-99192-9.
- Anciennes Relations des Indes et de la Chine. De deux voyageurs mahométans qui y allèrent dans le neuvième siècle. Traduites de l’arabe avec des remarques sur les principaux endroits de ces relations. Coignard, Paris 1718 (online).